# VMC (Nederland)
VMC is een merk van zijspancross-combinaties.

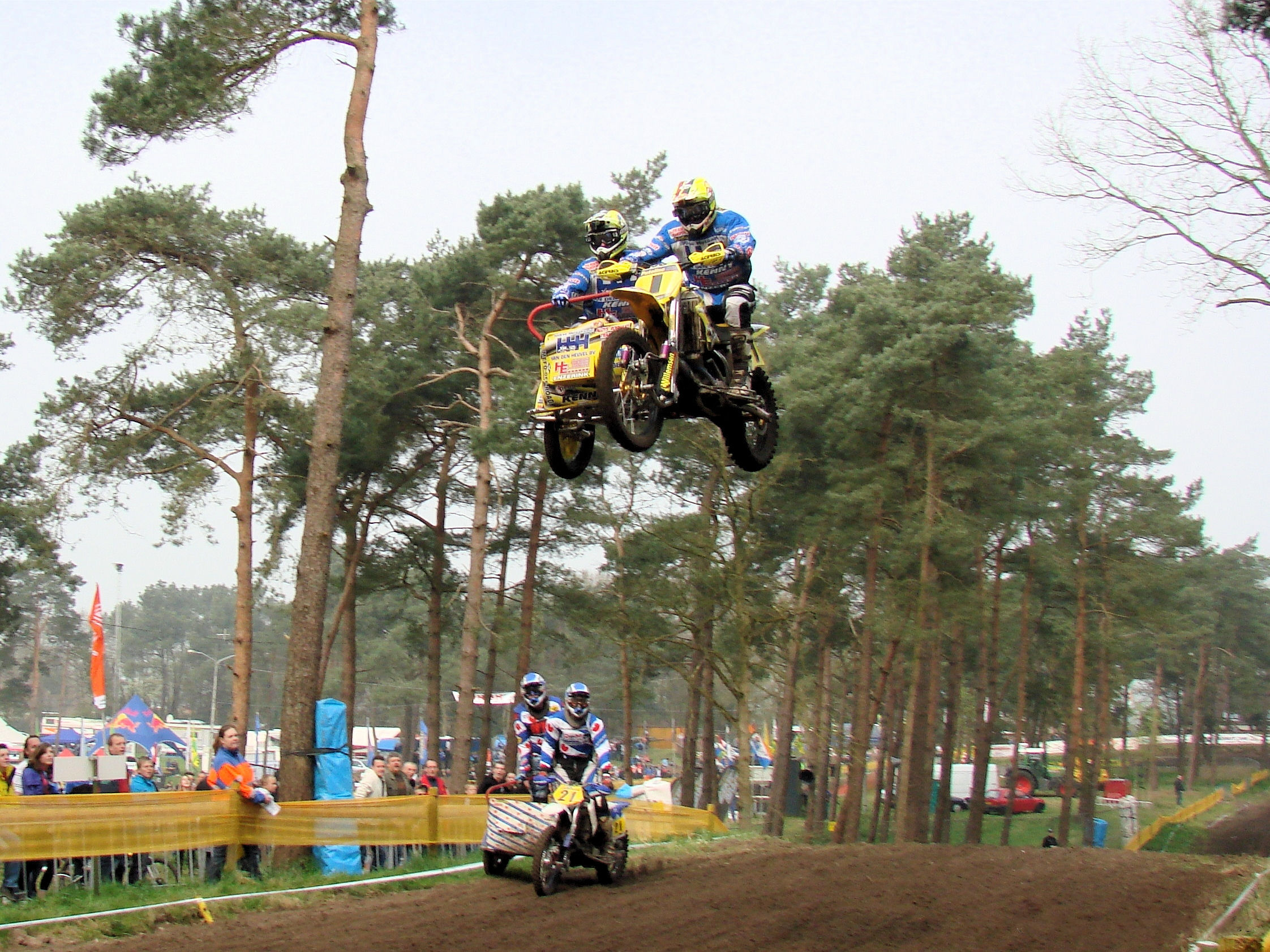
Daniël Willemsen met een Zabel-VMC in 2009

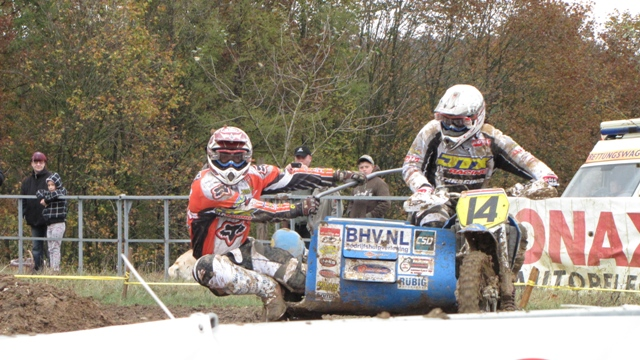
Eric Schrijver / Marc van Deutecom in 2009

De letters staan voor Vruwink Motor Constructie, Holten. Dit is een Nederlands bedrijf van Hennie Vruwink dat zich bezighoudt met de constructie van zijspancross-combinaties. 
Halverwege de jaren tachtig begon VMC crosszijspannen te leveren voor de Honda CR 500 R. Vruwink bouwde ook een tweecilinder Husqvarna voor oud-wereldkampioen Ton van Heugten. In 1985 volgde ook een crosszijspan voor de KTM MX 500. Vruwink hoopte toen dat KTM ook losse motorblokken zonder frame en voorvork wilde leveren zodat hij complete zijspancombinaties kon gaan bouwen. In 1985 vormde de combinatie August Muller / Henk van Heek het fabrieksteam voor VMC. In 1986 bouwde men op verzoek een weg-zijspancombinatie op basis van een BMW K 100 RS. Het was een eenmalig project en het eenpersoons zijspan leek erg op de - eveneens Nederlandse - EML Sport. 
Rond 1995 is het bedrijf overgenomen door 2 medewerkers, de heren Stevens en Paalman. Zij leverden in 2020 nog steeds zijspanframes aan de internationale top. Hun bedrijf heet nu HOCOB framebouw, is eveneens gevestigd in Holten en levert ook frames voor speedway en ijsrace. 
VMC-combinaties werden een aantal malen wereldkampioen zijspancross:
- 1988 en 1989: Christoph Hüsser / Andreas Hüsser, KTM-VMC
- 1993 en 1994: Andreas Fuhrer / Adrian Käser, Kawasaki-VMC
- 2003 en 2004: Daniël Willemsen / Kaspars Stupelis, Zabel-VMC
- 2005 en 2006: Daniël Willemsen / Sven Verbrugge, Zabel-VMC
- 2007 en 2008: Daniël Willemsen / Reto Grütter, Zabel-VMC
- 2009: Joris Hendrickx / Kaspars Liepiņš, KTM-VMC